# Гузь, Виктор Александрович
Ви́ктор Алекса́ндрович Гу́зь (16 января 1971, Прохладный, Кабардино-Балкарская АССР — 9 октября 2023) — советский и российский футболист, вратарь. Мастер спорта СССР (1988).

## Карьера
Родился в г. Прохладный. Воспитанник спортинтерната ФК «Ротор». В 1987 году в составе юношеской сборной СССР стал чемпионом мира. Играл в ФК «Ротор», «Торпедо» (Волжский), «Волгарь-Газпром», «Газовик» (Оренбург), «Космос» (Электросталь), а также в казахстанских клубах. После завершения карьеры игрока работал тренером в ФШИ «Мастер-Сатурн» (Егорьевск), дубле «Сатурна», в ФК «Жемчужина-Сочи», «Тюмень», «Спартак-Нальчик», «Торпедо» (Москва), «Энергия» (Волжский), «Олимпия» (Волгоград).

## Смерть
Умер 9 октября 2023 года в возрасте 52 лет.